# Li Ťien-kuo
Li Ťien-kuo (čínsky pchin-jinem Lǐ Jiànguó, znaky zjednodušené 李建国, tradiční 李建國; * 18. dubna 1946) je bývalý čínský komunistický politik, člen politbyra (2012–2017), předseda Všečínské federace odborů (2013–2018) a první místopředseda stálého výboru Všečínského shromáždění lidových zástupců (2013–2018). Předtím vykonával funkci místopředsedy a generálního sekretáře Všečínského shromáždění lidových zástupců (2008–2013), vedl stranické organizace v provinciích Šen-si (1997–2007) a Šan-tung (2007–2008).

## Život
Li Ťien-kuo se narodil roku 1946 v okrese Ťüan-čcheng (dnes v prefektuře Che-ce) v provincii Šan-tung; roku 1971 vstoupil do Komunistické strany Číny. Vystudoval čínštinu a literaturu na Šantungské univerzitě, v letech 1970–1972 pracoval jako dělník v komuně v okresu Ning-che v Tchien-ťinu. Od roku 1972 pracoval v administrativních funkcích v Tchien-ťinu, počínaje místem úředníka kulturního odboru okresního úřadu po zástupce tajemníka tchienťinského městského výboru KS Číny (1992–1997). Roku 1992 ho XIV. sjezd KS Číny zvolil kandidátem ústředního výboru. Na následujících sjezdech (v letech 1997, 2002, 2007, 2012) byl volen již členem ÚV.
V srpnu 1997 byl přeložen do Šen-si na místo tajemníka provinčního výboru KS Číny, následujícího roku byl zvolen i předsedou šensijského provinčního lidového shromáždění (do 2007). V březnu 2007 převzal vedení stranické organizace Šan-tungu jako tajemník šantungského provinčního výboru KS Číny, v lednu 2008 byl zvolen i předsedou šantungského provinčního lidového shromáždění.
V březnu 2008 přešel do Pekingu, když byl zvolen generálním sekretářem a místopředsedou stálého výboru Všečínského shromáždění lidových zástupců (parlamentu). Po XVIII. sjezdu KS Číny v listopadu 2012 byl ústředním výborem zvolen členem politbyra, následně v březnu 2013 byl zvolen předsedou Všečínské federace odborů a současně potvrzen ve funkci místopředsedy Všečínského shromáždění lidových zástupců, přičemž mezi místopředsedy byl prvním.
Na následujícím XIX. sjezdu KS Číny v říjnu 2017 již nebyl zvolen do ústředního výboru a v březnu 2018 odešel i z vedení odborů a parlamentu.